# Imenje (gmina Brda)
Imenje – wieś w Słowenii, w gminie Brda. W 2018 roku liczyła 133 mieszkańców.